# Boterhoek
Boterhoek is een gehucht in de gemeente Sint-Laureins. Het omvat de Kleine Boterhoek, de Grote Boterhoek en nog enkele kleinere straatjes. De Boterhoek ligt aan de grens met buurgemeente Eeklo.
Tot halverwege de jaren 90 van de 20e eeuw vond in het tweede weekend van september de jaarlijkse Boterhoekkermis plaats. Het was toen het op een na laatste gehucht in de gemeente dat nog een "wijkkermis" organiseerde. De Comer (ook: Kommer), een wijk van het dorp Sint-Laureins, heeft tot op de dag van vandaag nog steeds een jaarlijkse wijkkermis.
Deelgemeenten: Sint-Jan-in-Eremo · Sint-Laureins · Sint-Margriete · Waterland-Oudeman · Watervliet

Overige dorpen en gehuchten: Bentille · Boterhoek · Celie · Comer · Hondseinde · Maagd van Gent · Moershoofde · Moleke · Mollekot · Oudemanspolder · Veldzicht · Zonne

Belgische gemeenten · Arrondissement Eeklo · Oost-Vlaanderen · Vlaanderen